# Newark (Nueva Jersey)
Newark (pronunciado /nuəɹk/ en inglés), apodada "la ciudad de los ladrillos", es una ciudad ubicada en el condado de Essex en el estado de Nueva Jersey (Estados Unidos). En 2010 tenía una población de 277 140 habitantes y una densidad poblacional de 4117 personas por km². Es la ciudad más poblada de Nueva Jersey y la 68.ª del país, y es un importante centro industrial, cultural, comercial y de transporte.
Se encuentra aproximadamente 8 km al oeste de Manhattan y 4 km al norte de Staten Island (ambas pertenecientes a Nueva York). Su localización cercana al océano Atlántico sobre la bahía de Newark ha ayudado a que el puerto de Newark sea el mayor puerto de contenedores del puerto de Nueva York. En Newark está también el Aeropuerto Internacional Libertad de Newark, el primer gran aeropuerto en atender al área metropolitana de Nueva York.

## Historia
Newark fue fundada en 1666 por un grupo de colonos ingleses de Connecticut bajo la dirección de Robert Treat, convirtiéndose en la tercera gran ciudad más antigua de los Estados Unidos, después de Boston y Nueva York, aunque no es el tercer asentamiento más antiguo. Newark es el segundo nombre que recibió la ciudad, anteriormente, había sido llamada Milford, por Milford (Connecticut), desde donde habían migrado muchos colonos. El nombre Newark proviene de Newark-on-Trent, una ciudad inglesa desde donde habían llegado algunos de los primeros colonos.

### Época colonial
Newark era una ciudad relativamente grande durante la época colonial, conocida por su buena cerveza, sidra y productos de cuero curtido. En el campo religioso, se mantuvo leal a las antiguas formas puritanas, incluso durante más tiempo que las comunidades de Nueva Inglaterra y fue muy receptiva al Great Awakening. Cuando las universidades Yale y Harvard se mostraron disidentes del movimiento carismático pentecostal Great Awakening (Gran Despertar), algunos ministros de Newark, dirigidos por Aaron Burr (padre del vicepresidente Aaron Burr), fundaron el College of New Jersey, localizada en Elizabeth y más tarde conocida como Universidad de Princeton.

### Época industrial hasta la Segunda Guerra Mundial
El rápido crecimiento de Newark comenzó a princicpios del 1800, en gran parte debido a la llegada de Seth Boyden desde Massachusetts. Boyden llegó a Newark en 1815, e inmediatamente realizó grandes cambios en la industria manufacturera de cueros. Los adelantos introducidos permitieron que, hacia 1870, Newark fuera el lugar en donde se llegaba a manufacturar casi el 90% de los cueros de todo el país, y en ese año solamente la ciudad tuvo un ingreso de 8,6 millones de dólares. En 1824 Boyden encontró la forma de producir hierro maleable. La ciudad también prosperó por la construcción del Canal Morris en 1831. El canal conectaba a Newark con el área interior de Nueva Jersey, que en ese momento era una importante zona agrícola y de producción de hierro. El ferrocarril llegó en 1834 y 1835. Todo resultó en un próspero negocio marítimo y Newark se convirtió en el centro de un área industrial. En 1826, la población llegó a los 8.017 habitantes, diez veces más que en 1776.
A mediados del siglo XIX Newark seguía creciendo y hubo una diversificación del sector industrial: el primer plástico exitoso comercialmente (celuloide), fue producido en una fábrica de Newark por John Wesley Hyatt. El celuloide fue aplicado a la producción de partes de autos, bolas de billar y dentaduras postizas. Edward Weston perfeccionó el proceso para el zinc galvanizado así como también mejoró las lámparas de arco. El Parque Militar de Newark tuvo las primeras lámparas eléctricas públicas de los Estados Unidos.
A finales del siglo XIX, la industria seguía creciendo. Los inmigrantes irlandeses y alemanes que llegaron a la ciudad fundaron sus propios periódicos, y otros grupos étnicos del lugar emularon esa iniciativa, sin embargo, existían tensiones entre los "nativos" y los recién llegados.
A mediados del sigo XIX, la ciudad incorporó a los seguros como parte de los negocios: Mutual Benefit Insurance fue fundada en 1845 y Prudential Insurance en 1873. Prudential Insurance fue fundada por John Fairfield Dryden, que provenía de Nueva Inglaterra, quien encontró un nicho de mercado en las clases sociales medias y bajas. Hoy en día, Newark vende más seguros que cualquier otra ciudad, excepto Hartford, Connecticut.
En 1880, la población de Newark alcanzaba 13.508 habitantes, en 1890 181.830, en 1900 246.070 y en 1910 347.000, un salto de 200.000 habitantes en tres décadas. Como la población de Newark se acercaba al medio millón de habitantes (436,280) en la década de 1920, el potencial de la ciudad parecía no tener límites.
Newark era muy activa a principios del siglo XX. Las calles Market y Broad servían como centro del comercio minorista para la región, con importantes centros comerciales como Hahne & Company, L. Bamberger and Company, L.S. Plaut and Company, y Kresge's (más tarde conocida como K-Mart).
En 1922, Newark tenía 63 teatros, 46 cines y una activa vida nocturna. En 1935 Dutch Schultz fue asesinado en el Palace Bar. Billie Holiday frecuentemente se alojaba en el Coleman Hotel. Ambos hoteles no existen ya.
La intersección de las calles Market y Broad (conocida como las Cuatro Esquinas) era la intersección más concurrida en los Estados Unidos, por la cantidad de coches que circulaban. En 1915 el servicio público contabilizó más de 280.000 peatones en un período de 13 horas. Once años después, el 26 de octubre de 1926, el State Motor Vehicle Department controló las Cuatro Esquinas contando 2.644 tranvías, 4.098 buses, 2.657 taxis, 3.474 vehículos comerciales y 23.571 automóviles particulares. El tráfico era tan pesado que la ciudad convirtió el antiguo lecho del Canal Morris en el Newark City Subway, haciendo de Newark una de las únicas ciudades en el país en poseer un sistema de subterráneos.
Cada año se construían nuevos rascacielos, siendo los más altos el National Newark Building, de 40 pisos, en estilo art déco y el Lefcourt-Newark Building. En 1948, justo después de la Segunda Guerra Mundial, Newark alcanzó su pico poblacional con casi 450.000 habitantes. La población también crecía con inmigrantes del sur y este de Europa que se establecían allí. Newark era testigo de barrios bien diferentes entre sí, como la gran comunidad judía concentrada en la calle Prince.
Newark hoy en día tiene dos vecindarios donde se encuentra mucha gente hablando español. North Newark, que antes vivía mucha gente de raíz italiana, contiene hoy muchos dominicanos y puertorriqueños. El Ironbound, al este de la ciudad y la estación de tren Pensilvania (Penn Station en inglés) es hogar de muchos inmigrantes portugueses, españoles y latinoamericanos.

### El declive de Newark
Newark ha sufrido un poderoso declive, debido especialmente a conflictos interraciales, segregaciones y peleas entre pandillas, generando una visión negativa de la ciudad en el resto del país.
En el largo y cálido verano de 1967, entre el 12 de julio y el 17 de julio la ciudad fue escenario de fuertes disturbios raciales que dejaron 26 personas muertas, cientos de heridos, 10 millones de dólares en daños (77 millones en la actualidad) y muchas propiedades destruidas, varias de las cuales siguen abandonadas. Los altercados fueron parte de varios choques raciales en ese año en el centro de grandes ciudades estadounidenses, como Chicago, Los Ángeles, Nueva York y Detroit.

## Arquitectura
Hay varios edificios de estilo Beaux-Arts, como el Veterans' Administration, el Museo de Newark, la Biblioteca Pública de Newark y el Palacio de Justicia del Condado de Essex, de Cass Gilbert. Hay varios jemplos de rascacielos tempranos de estilo art déco de los años 1930, como el National Newark Building y el Eleven 80, la restaurada Newark Penn Station, y el Arts High School. Ejemplos de arquitectura neog̟ótica son la Catedral del Sagrado Corazón, que es uno de los templos neogóticos más grandes del país.

Panorama de Newark desde Harrison.

## Clima
| Parámetros climáticos promedio de Newark, Nueva Jersey (Aeropuerto Internacional Libertad de Newark), normales 1991–2020, extremos 1893–presente | Parámetros climáticos promedio de Newark, Nueva Jersey (Aeropuerto Internacional Libertad de Newark), normales 1991–2020, extremos 1893–presente | Parámetros climáticos promedio de Newark, Nueva Jersey (Aeropuerto Internacional Libertad de Newark), normales 1991–2020, extremos 1893–presente | Parámetros climáticos promedio de Newark, Nueva Jersey (Aeropuerto Internacional Libertad de Newark), normales 1991–2020, extremos 1893–presente | Parámetros climáticos promedio de Newark, Nueva Jersey (Aeropuerto Internacional Libertad de Newark), normales 1991–2020, extremos 1893–presente | Parámetros climáticos promedio de Newark, Nueva Jersey (Aeropuerto Internacional Libertad de Newark), normales 1991–2020, extremos 1893–presente | Parámetros climáticos promedio de Newark, Nueva Jersey (Aeropuerto Internacional Libertad de Newark), normales 1991–2020, extremos 1893–presente | Parámetros climáticos promedio de Newark, Nueva Jersey (Aeropuerto Internacional Libertad de Newark), normales 1991–2020, extremos 1893–presente | Parámetros climáticos promedio de Newark, Nueva Jersey (Aeropuerto Internacional Libertad de Newark), normales 1991–2020, extremos 1893–presente | Parámetros climáticos promedio de Newark, Nueva Jersey (Aeropuerto Internacional Libertad de Newark), normales 1991–2020, extremos 1893–presente | Parámetros climáticos promedio de Newark, Nueva Jersey (Aeropuerto Internacional Libertad de Newark), normales 1991–2020, extremos 1893–presente | Parámetros climáticos promedio de Newark, Nueva Jersey (Aeropuerto Internacional Libertad de Newark), normales 1991–2020, extremos 1893–presente | Parámetros climáticos promedio de Newark, Nueva Jersey (Aeropuerto Internacional Libertad de Newark), normales 1991–2020, extremos 1893–presente | Parámetros climáticos promedio de Newark, Nueva Jersey (Aeropuerto Internacional Libertad de Newark), normales 1991–2020, extremos 1893–presente |
| Mes | Ene. | Feb. | Mar. | Abr. | May. | Jun. | Jul. | Ago. | Sep. | Oct. | Nov. | Dic. | Anual |
| --- | --- | --- | --- | --- | --- | --- | --- | --- | --- | --- | --- | --- | --- |
| Temp. máx. abs. (°C) | 23.3 | 26.7 | 31.7 | 36.1 | 37.2 | 39.4 | 42.2 | 40.6 | 40.6 | 35.6 | 29.4 | 24.4 | 42.2 |
| Temp. máx. media (°C) | 4.4 | 6.1 | 10.5 | 17 | 22.6 | 27.7 | 30.5 | 29.3 | 25.4 | 18.9 | 12.7 | 7.1 | 17.7 |
| Temp. media (°C) | 0.4 | 1.7 | 5.8 | 11.8 | 17.4 | 22.6 | 25.7 | 24.7 | 20.7 | 14.2 | 8.3 | 3.3 | 13.1 |
| Temp. mín. media (°C) | -3.6 | -2.7 | 1.2 | 6.7 | 12.2 | 17.6 | 20.8 | 20 | 15.9 | 9.4 | 3.9 | -0.4 | 8.4 |
| Temp. mín. abs. (°C) | -23.3 | -25.6 | -16.1 | -10.6 | 0.6 | 5 | 9.4 | 7.2 | 1.1 | -3.9 | -11.1 | -25 | -25.6 |
| Precipitación total (mm) | 86.9 | 75.7 | 104.9 | 98.3 | 100.8 | 110.2 | 118.4 | 105.4 | 97 | 96.3 | 84.6 | 105.2 | 1183.6 |
| Nevadas (cm) | 23.1 | 25.7 | 14.2 | 1.3 | 0 | 0 | 0 | 0 | 0 | 0.5 | 1.5 | 13.7 | 80 |
| Días de precipitaciones (≥ 0.2 mm) | 10.6 | 10.0 | 10.9 | 11.5 | 11.4 | 10.9 | 10.0 | 9.8 | 8.7 | 9.4 | 8.8 | 11.1 | 123.1 |
| Días de nevadas (≥ 0.2 cm) | 4.6 | 3.8 | 2.7 | 0.3 | 0.0 | 0.0 | 0.0 | 0.0 | 0.0 | 0.0 | 0.3 | 2.8 | 14.5 |
| Humedad relativa (%) | 65.4 | 63.3 | 59.9 | 57.5 | 62.0 | 63.0 | 63.4 | 66.2 | 67.9 | 66.3 | 66.5 | 66.7 | 64 |
| Fuente: NOAA (humedad 1961-1989) | | | | | | | | | | | | | |

## Demografía
Según la Oficina del Censo en 2003 los ingresos medios por hogar en la localidad eran de 26 913 dólares y los ingresos medios por familia eran de 30 781. Los hombres tenían unos ingresos medios de 29 748 dólares frente a 25 734 para las mujeres. La renta per cápita para la localidad era de 13 009 dólares. Alrededor del 25,5 % de la población estaba por debajo del umbral de pobreza.

## Economía
Históricamente, Newark fue una ciudad agrícola, pero con el desarrollo de las nuevas tecnologías y la llegada de inmigrantes, se convirtió en una metrópoli industrial y comercial. Newark es la ciudad más poblada del estado de Nueva Jersey, sede de numerosas fábricas y empresas. Es también sede del aeropuerto de Newark, que presta servicio a la ciudad de Nueva York.

## Educación
Las Escuelas Públicas de Newark gestionan la educación pública en la ciudad. La Biblioteca Pública de Newark gestiona las bibliotecas públicas.

## Personas destacadas
- Aaron Burr (1756-1836), político.
- Joseph Margolis (1924-2021), filósofo.
- Jerry Lewis (1926-2017), actor, comediante y cantante.
- Philip Roth (1933-2018), escritor.
- Richard Meier (1934), arquitecto y artista abstracto.
- Connie Francis (Concetta Rosa Maria Franconero; 1938), cantante.
- Brian De Palma (1940), cineasta y guionista.
- Paul Simon (1941), cantante, músico y renombrado compositor musical.
- Paul Auster (1947-2024), escritor.
- Ray Liotta (1954-2022), actor.
- Whitney Houston (1963-2012), cantante.
- Shaquille O'Neal (1972), deportista.
- Shakur Stevenson (1997), boxeador.